# Dârlos
Dârlos (in ungherese Darlac, in tedesco Durles) è un comune della Romania di 3423 abitanti, ubicato nel distretto di Sibiu, nella regione storica della Transilvania.

## Storia
Il comune è formato dall'unione di 3 villaggi: Curciu (Kirtsch), Dârlos, Valea Lungă (Langenbach). Il principale monumento della città è il Tempio evangelico, costruito nel XVI secolo in stile tardo-gotico; si tratta di un edificio a navata singola con abside poligonale. Dârlos ha dato i natali a Visarion Roman (1833-1885), uomo politico e fondatore della Banca Albina di Sibiu.